# Till Timmermann
Till Timmermann (* 1995 in Göttingen) ist ein deutscher Schauspieler.

## Leben
Till Timmermann wuchs in Niedersachsen auf. Erste Schauspielerfahrungen machte er am Theater Lüneburg sowie beim Off-Theater „Freie Bühne Wendland“. Von 2016 bis 2020 studierte er Schauspiel an der Hochschule für Schauspielkunst Ernst Busch in Berlin, wo Iris Böhm, Stefanie Reinsperger, Veit Schubert, Norbert Stöß und Christian Grashof zu seinen Lehrern gehörten. Während seines Studiums gastierte er am Berliner Ensemble in David Böschs Inszenierung Die Verdammten.
Nach seinem Studium erhielt er 2020 sein erstes Engagement am Theater Münster. Im Sommer 2021 gastierte er,  unter der Regie von Joern Hinkel, bei den Bad Hersfelder Festspielen in Der Club der toten Dichter und wurde in diesem Jahr mit dem „Hersfeld-Preis“ für seine schauspielerische Leistung als Schüler Neil Perry ausgezeichnet. In der Spielzeit 2021/22 war er in der Rolle des Maro in Der Kaukasische Kreidekreis (Regie: Michael Thalheimer) als Gast am Berliner Ensemble zu sehen.
Seit Beginn der Spielzeit 2022/23 ist Till Timmermann festes Ensemblemitglied am Schauspiel des Mecklenburgischen Staatstheaters Schwerin. Er trat u. a. in Regiearbeiten von Thomas Dannemann, Alice Buddeberg, Steffi Kühnert, Peter Kastenmüller und Martin Nimz auf. In der Spielzeit 2022/23 spielte er am Mecklenburgischen Staatstheater Schwerin den Ferdinand in Kabale und Liebe (Regie: Steffi Kühnert). In der Spielzeit 2023/24 folgten als Premierenrollen der Valère in Tartuffe (Regie: Peter Kastenmüller) und der Schriftsteller Clifford Bradshaw im Musical Cabaret (Regie: Steffi Kühnert). In der Spielzeit 2024/25 spielt er die Rolle des Geschäftsmanns Flake in einer Neuinszenierung des Theaterstücks Der aufhaltsame Aufstieg des Arturo Ui von Bertolt Brecht.
Till Timmermann wirkte in einigen Kurzfilmen mit. In der 19. Staffel der ZDF-Serie SOKO Wismar (2023) übernahm er, an der Seite von Jana Julia Roth, eine Episodenhauptrolle als depressiver Sohn eines getöteten Bauern.
Till Timmermann arbeitet als Sprecher, u. a. spricht er seit Oktober 2024 für das offene Kunstprojekt Mir fällt ein Stein vom Herzen alle O-Töne/Interview-Passagen ein.
Till Timmermann lebt in Berlin und Schwerin.

## Filmografie (Auswahl)
- 2021: Vollendet (Kurzfilm)
- 2023: SOKO Wismar: Bauernsterben (Fernsehserie, eine Folge)
- 2023: Thanks for the Cigarette (Kurzfilm)